# Кольцов Олександр Серафимович
Олександр Серафимович Кольцов (рос. Александр Серафимович Кольцов; 1 січня 1934 - 15 лютого 2006) — радянський футболіст і тренер. Захисник і півзахисник, виступав, зокрема за «Динамо» (Київ) і «Шахтар» (Сталіно). Володар Кубка СРСР 1954. Майстер спорту СРСР.

## Життєпис

### Ігрова кар'єра
У футбол грав з 1949 року, починав кар'єру у «Хіміку» (Лисичанськ). У 1953—1959 роках виступав за «Динамо» (Київ), з яким виграв Кубок СРСР 1954 року. Протягом 1959—1960 роках грав за «Шахтар» (Сталіно), а потім за нижчолігові клуби: «Колгоспник» (Рівне), «Авангард» (Тернопіль) і «Карпати» (Львів).

### Тренерська діяльність
У 1972 році був тренером «Спартака» (Івано-Франківськ), у 1973-1974 році — старшим тренером цієї команди. А в 1990 році тренером ФК "Спартак" (Глухів, Сумська область) та в 1992-1993 рр. - команди Нива Карапиші.

## Титули та досягнення
- Кубок СРСР: 1954